# Yolanda Coco Ferraro
Yolanda Coco Ferraro (Callao, 30 de junio de 1909 - San Isidro, 21 de febrero del 2019), fue una activista y dirigente política peruana, lideresa del feminismo en el partido Unión Revolucionaria (UR) en los años 1930.

## Biografía
Yolanda Coco nació en 1909 en el Callao, fue la hija mayor del matrimonio entre Fernando Coco Buda y María Ferraro, ambos de nacionalidad italiana. El padre de Yolanda era un marinero siciliano, que después de recorrer el mundo decidió instalarse en el Callao junto con su esposa María. Establecerían una casa de préstamos en la calle Luna Pizarro, en el Rímac, donde se mudarían con sus dos hijas Yolanda y Ana. 

### Incursión Política
Desde muy joven, Yolanda tendría acercamientos con la política peruana inculcado por sus padres, incluso llegando a visitar en Palacio de Gobierno al entonces Presidente Augusto B. Leguía. Sería a sus 20 años en 1930 donde iniciaría su actividad política debido a la Revolución de Arequipa. El 27 de agosto de 1930, Yolanda junto con su hermana y un grupo de amistades irían al campo de aviación de la Compañía Fauccet, situado en el Country Club, a recibir al jefe de la revolución, Comandante Luis M. Sánchez Cerro, quien llegaba desde Arequipa a Lima en un avión trimotor piloteado por Elmer Faucett.
Conocería personalmente a Sánchez Cerro cuando este era Presidente de la Junta de Gobierno (1930-1931), en una visita junto con sus padres a Palacio de Gobierno. Yolanda y su familia quedarían admirados y convencidos de la causa nacionalista del caudillo de la Revolución de Arequipa, es donde deciden colaborar en la campaña electoral a favor de Sánchez Cerro. Yolanda se convertiría en una ferviente sanchezcerrista, contribuye en la organización de los "clubes sanchezcerristas", llegando a convertirse pese a su juventud en directora del movimiento femenino de la candidatura de Sánchez Cerro, incluso sosteniendo con su propio peculio a los clubes del Rímac.
Terminada la polarizada campaña electoral de 1931, entre las fuerzas apristas de Haya de la Torre y de la Unión Revolucionaria de Sánchez Cerro, saldría victorioso este último. Sánchez Cerro momentos antes de juramentar como Presidente Constitucional del Perú el 8 de diciembre de 1931, haría enviar una fotografía suya dedicada para la joven Yolanda Coco, rindiendo así  y en esa forma el homenaje de su admiración y reconocimiento a la mujer peruana que había sido otro de los grandes factores de su victoria.
El trabajo de Yolanda ya bajo la bandera de la UR y su candidato convertido en Presidente Constitucional de la República, intensificaría sus trabajos en los clubes feministas, bastión de la Unión Revolucionaria, debido al clima hostil que presentaba el APRA con el gobierno de Sánchez Cerro.El apoyo de Yolanda Coco a la causa nacionalista de la UR, se evidenciaría incluso hasta en el último día de vida de Sánchez Cerro, donde obsequiaría cien cristinas para los movilizables que desfilarían en el Hipódromo Santa Beatriz el 30 de abril de 1933, día del magnicidio perpetrado según fuentes oficiales por un adepto aprista de nombre Abelardo Mendoza Leyva.

### Persecución y Campaña Electoral de 1936
Al asumir Luis A. Flores la dirección de la Unión Revolucionaria en mayo de 1933 (inmediatamente después del magnicidio de Sánchez Cerro), encabezaría la reestructuración del partido político, ideológico y orgánico del urrismo. Es en octubre de ese mismo año que Yolanda Coco asumiría el liderazgo de la “Secretaría General del Comité Central Feminista”. Es decir Luis Flores y Yolanda Coco se encargarían de la UR huérfano a causa del asesinato de Sánchez Cerro.En ese contexto, Yolanda Coco se erigió como el prototipo de una activista de derecha; nacionalista, católica, anticomunista y antiaprista, pero jamás fascista, pues al ser el suyo un proyecto nacionalista, se buscaba una alternativa propia. Sin embargo, nunca ocultó su admiración por Benito Mussolini, acaso por su ascendencia italiana.
El 18 de octubre de 1933, Yolanda Coco junto con otros miembros de la UR, serían detenidos y acusados sospechosamente de participar en un complot revolucionario en contra de la vida de dictador Oscar R. Benavides (quien había asumido el Gobierno del Perú tras la muerte de Sánchez Cerro). Es decir Yolanda una de las mujeres más jóvenes del partido, que llegó a tener gran influencia dentro de la organización, corrió la misma suerte que muchos de sus correligionarios, al ser apresada y confinada en prisión durante meses bajo el régimen de Benavides.La detención fue en casa de Eduardo Wusch, un ciudadano de origen alemán, quien fuera presentado previamente a varios miembros del Comité Ejecutivo Central de la UR, para la fabricación de escarapelas e insignias para el partido. Es precisamente cuando miembros de éste comité, donde estaba incluida Yolanda Coco, visitarían el taller de Wusch ubicado en la calle el Milagro (Lima). Es ahí donde no bien ingresaron los dirigentes urristas a dicho taller, repentinamente aparecieron agentes de investigaciones que los intimarían a darse por presos.En dichas instalaciones se encontrarían un arsenal de bombas. Es también bajo esta supuesta conspiración, que sería apresada Ana Coco, hermana menor de Yolanda, pero liberada dos días después.
Yolanda Coco estaría detenida primero en la cárcel para mujeres Santo Tomás del centro de Lima, y luego en la clínica Delgado de Miraflores. La Unión Revolucionaria negaría la acusación que se les hacía a sus dirigentes y al mismo partido, donde indicarían que todo el complot era una campaña contra la misma UR. Yolanda desde la cárcel enviaría una “Carta de protesta” para que sea publicada en el periódico Acción (órgano de la Unión Revolucionaria), donde desmentiría las acusaciones que la prensa y la policía le atribuían a ella y sus correligionarios.

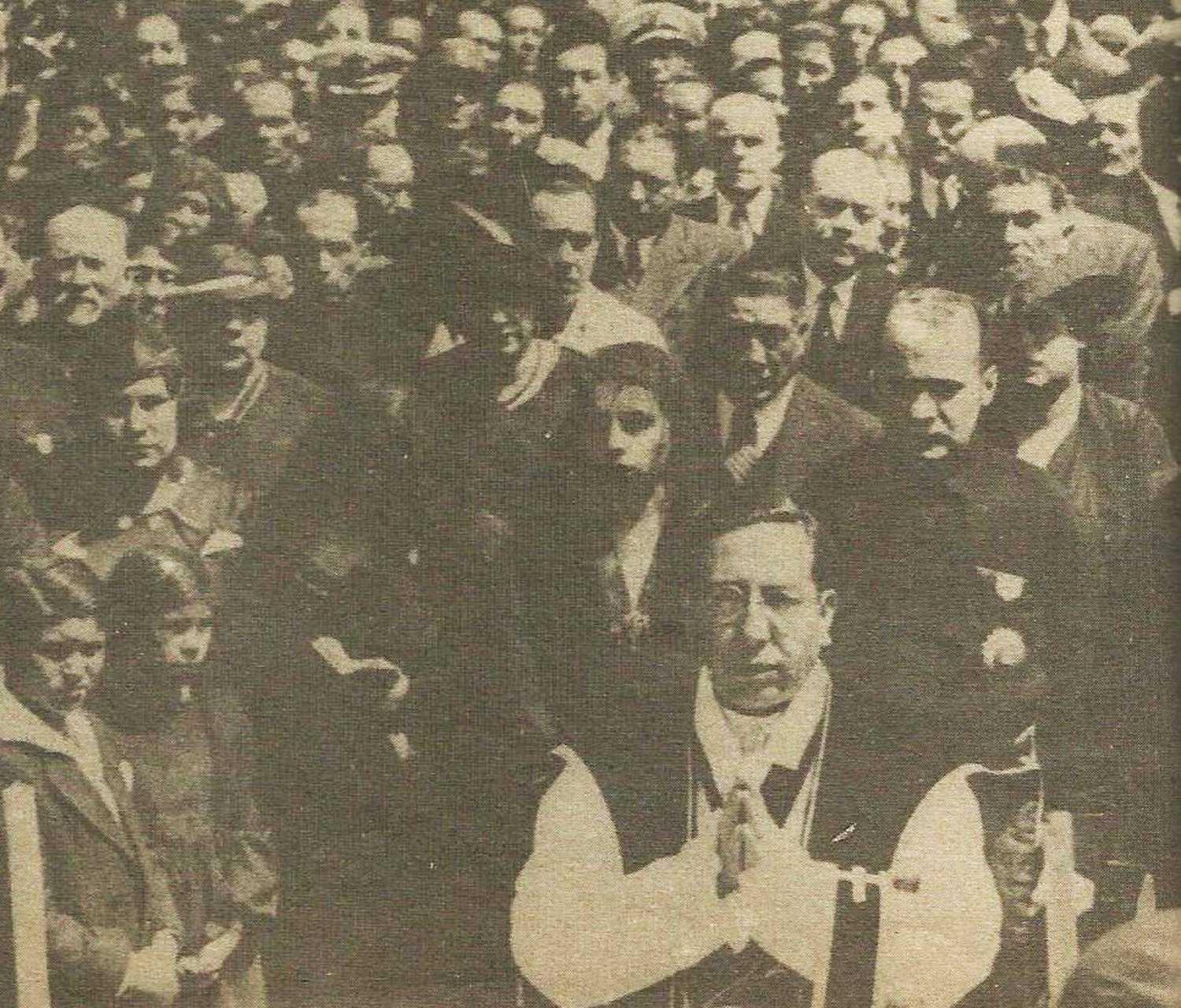
Romería de miembros de la Unión Revolucionaria ante la tumba de Luis M. Sánchez Cerro. Se observa detrás del sacerdote a Luis A. Flores, nuevo jefe del partido y a su derecha Yolanda Coco, encarga del feminismo urrista.

Yolanda Coco ya no sólo representaba a la abnegación de la mujer urrista, víctima de una grave injusticia, sino que se constituía en un símbolo en general del partido, que permitía situar el protagonismo de la mujer en un ámbito inédito para el sanchecerrismo. Con el protagonismo de Yolanda Coco, observamos que se va configurando un nuevo arquetipo en el urrismo. Después de varios intentos de parte de los abogados por liberar a Yolanda Coco, el Tribunal Correccional denegaría todos sus esfuerzos.  Yolanda Coco saldría en libertad en julio de 1934.
Ya en libertad, Yolanda Coco asumiría nuevamente el rol de la Secretaria General del Feminismo, y uno de sus primeros actos sería organizar una romería ante la tumba de Sánchez Cerro, así como también emitir el “Reglamento de los comités y subcomités feministas”. Reglamento, que denota el grado de organización y su importancia en cuanto la participación de la mujer en el urrismo, se trató de una pieza orgánica fundamental en lo que atañe al rumbo de la participación de la mujer en el urrismo y bajo el parámetro político e ideológico fascista.
Entre los años 1934 y 1936 los trabajos de Yolanda Coco se fueron intensificando a cargo de la Secretaria General del Feminismo urrista, pero al mismo tiempo el hostigamiento y persecución a los miembros de la Unión Revolucionaria por parte de la dictadura de Benavides, así como el enfrentamiento violento contra los apristas dirigidos por Haya de la Torre, hizo que los padres de Yolanda le sugirieran reiteradamente retirarse del contexto político tan intenso que se vivía por esos años, sugerencia que finalmente cumpliría en el año 1936, alejándose de la vida política.
La presencia de Yolanda Coco parece ser decisiva en el liderazgo femenino del urrismo. Esta lideresa fascista tuvo, en cuanto la dinámica de actores de enorme voluntad política, una participación excepcional en esa dialéctica de líderes que se configuró políticamente en esos años. En ese sentido, Yolanda Coco cumplió en el fascismo peruano un papel precursor semejante al que cumplió Magda Portal en el APRA.